# Orphulella concinnula
Orphulella concinnula är en insektsart som först beskrevs av Francis Walker 1870.
Orphulella concinnula ingår i släktet Orphulella och familjen gräshoppor. Inga underarter finns listade i Catalogue of Life.